# Youth Without Youth
Youth Without Youth (bra: Velha Juventude; prt: Uma Segunda Juventude) é um filme teuto-franco-ítalo-romeno-estadunidense de 2007, dos gêneros suspense, fantasia e drama romântico, dirigido e escrito por Francis Ford Coppola, baseado na novela romena Tinereţe fără tinereţe, de Mircea Eliade.
Protagonizado por Tim Roth, Bruno Ganz e Alexandra Maria Lara, foi distribuído pela Sony Pictures Classics após 14 de dezembro de 2007.

## Sinopse
Às vésperas da Segunda Guerra Mundial, um velho professor de linguística é atingido por um raio e começa a rejuvenescer física e mentalmente, o que atrai a atenção dos cientistas da Alemanha nazista. Obrigado a se exilar, ele começa a se torturar pela lembrança de um antigo amor.

## Elenco
- Tim Roth - Dominic Matei
- Alexandra Maria Lara - Laura e Veronica
- Bruno Ganz - Professor Stanciulescu
- André Hennicke - Josef Rudolf
- Marcel Iureş - Professor Giuseppe Tucci
- Adrian Pintea - Pandit
- Matt Damon - Ted Jones
- Alexandra Pirici